# اوجیلر
اَوجیلر (Evciler) یک شهر و شهرستان در استان افیون قره‌حصار در ناحیه اژه ترکیه است که در دشتی در کوه‌های پشت ساحل دریای اژه، در ۱۳۲ کیلومتری شهر افیون در امتداد جاده دنیزلی قرار دارد. این شهرستان در نزدیکی دریاچه آجی‌گول و مخزن سد ایشیکلی قرار دارد. میانگین ارتفاع شهرستان ۹۸۱ متر، مساحت آن ۲۳۵ کیلومتر مربع است و جمعیت آن (۲۰۰۰) ۸۱۰۴ نفر است که از این تعداد ۴۰۱۳ نفر در شهر اوجیلر زندگی می‌کنند. شهردار سائیم اوزر (از حزب عدالت و توسعه) است.

## تاریخ
پیشینه گوردخمه‌های کوجاهویوق و کوچک‌هویوق در نزدیکی اوجیلر به تمدن لیدیه بازمی‌گردد. بقایای ظروف سفالی در سکونتگاه‌های اوکوزویران و کوجاویران یافت شده‌است.

## اوجیلر امروزی
اوجیلر یک شهری کوچک است که مدارس و زیرساخت‌های دیگر را برای روستاهای اطراف فراهم می‌کند. زمین آن نسبتاً خشک است و عمدتاً برای کشت گندم و سایر غلات استفاده می‌شود. بسیاری از مردم اوجیلر به بلژیک و سایر کشورهای اروپایی مهاجرت کرده‌اند.

## آبادی‌ها
- آق‌یارما
- آلتین‌اوا
- باراکلی
- بستانجی
- اوجیلر
- گوک‌چک
- کورکویو
- معدن‌لر